# Ferdinando Sforzini
Ferdinando Sforzini (* 4. Dezember 1984 in Rom) ist ein italienischer ehemaliger Fußballspieler.

## Karriere

### Erste Erfahrungen
Sforzini begann seine Karriere in den Jugendvereinen von SSC Neapel und wurde schon in der Jugend an Lazio Rom ausgeliehen. Nach der Leihe wechselte er im Jahr 2003 zu US Sassuolo Calcio, da er nach der Leihe keinen Profieinsatz für den SSC Neapel machte und begann dort seine Profikarriere als Fußballer. Dort schoss er in vierzig Spielen insgesamt neun Tore. Nachdem er bei US Sassuolo Calcio seine ersten Profierfahrungen gesammelt hatte, wechselte er zum italienischen Topklub Udinese Calcio im Sommer 2005. Danach folgten viele Leihfristen bei vielen Vereinen.

### Viele Leihgeschäfte
2005 wurde er um mehr Spielerfahrung zu sammeln zu Hellas Verona in die Serie B verliehen. Während seiner Zeit in Verona machte er 35 Spiele und schoss fünf Tore. Dort wurde er zu einer festen Größe in der Startelf. Zur Saison 2006/07 wurde er an den FC Modena ausgeliehen. Es war der zweite Serie B-Verein, an den er ausgeliehen wurde. Dort spielte er dreißig Spiele und machte fünf Tore. Nachdem Udinese ihren Toptorjäger Vincenzo Iaquinta verkauft hatte, machte er sich Hoffnungen, endlich bei Udinese Calcio als Stammspieler eingesetzt zu werden, doch daraus wurde nichts und er wurde im August 2007 an Vicenza Calcio verliehen. Das hieß noch ein Jahr Serie B. In seinen sechs Monaten bei Vicenza machte er vierzehn Spiele und schoss zwei Tore. In der zweiten Hälfte der Saison 2007/08 wurde er an den in der ebenfalls Serie B spielenden abstiegsbedrohten Verein Ravenna Calcio ausgeliehen. Zwar schoss er in 21 Spielen insgesamt neun Tore, doch das reichte nicht zum Klassenerhalt und so musste Ravenna Calcio absteigen.
Im August 2008 hoffte er auf einen Wechsel zu Juventus Turin, die ihn schon längere Zeit beobachteten, doch der Wechsel kam nicht zustande und so wurde er an US Grosseto verliehen. Während seiner 6-monatigen Zeit bei US Grosseto war er aus der Startelf nicht mehr wegzudenken. Er spielte 18-mal und schoss drei Tore. Im Januar 2009 kam ein Tausch zwischen US Grosseto und AS Avellino 1912 zustande. Sforzini wechselte zu Avellino, im Gegenzug ging Alessandro Pellicori zu Grosseto.
Bei Avellino schoss er in zwölf Spielen sieben Tore. Nach einem guten halben Jahr bei US Avellino kehrte er zurück zu Udinese und wurde sofort wieder verliehen, dieses Mal an den frisch aufgestiegenen Verein AS Bari. Doch einige schwere Verletzungen warfen ihn zurück, sodass er seit seiner Zeit beim AS Bari nur zu wenigen Einsätzen kam.
Nach der Rückkehr aus Bari wurde Sforzini im Sommer 2010 für ein halbes Jahr an den amtierenden rumänischen Meister CFR Cluj ausgeliehen, wo er jedoch nur auf drei Einsätze kam. Zu Beginn des Jahres 2011 folgte erneut ein Ausleihgeschäft zu US Grosseto in die Serie B.

### Vereinswechsel nach sechs Jahren diverser Leihphasen
Am Ende der Saison wurde Sforzini von Grosseto fest verpflichtet. In der Winterpause der Saison 2012/13 wechselte er zu Pescara Calcio. Nach insgesamt 30 Ligaspielen und zwei Treffern für Pescara, wechselte er zur Saison 2014/15 zum Ligakonkurrenten US Latina. Mit Latina stand er in der Spielzeit 2014/15 auf dem vorletzten Tabellenplatz, als er den Klub im Februar 2015 zum Konkurrenten Virtus Entella verließ. Dort konnte er in den ersten sechs Spielen sechs Treffer erzielen und verließ mit seinem neuen Team die Abstiegszone.  Am Saisonende musste sein Team sportlich absteigen, schaffte aber später den Klassenverbleib. Er kam in der Hinrunde 2015/16 nur auf vier Einwechslungen. Anfang 2016 wechselte er zu AC Pavia in die Lega Pro. Von 2016 bis Ende Januar 2018 spielte er für Ligakonkurrent US Viterbese 1908. Nach einiger Zeit in der Vereinslosigkeit schloss er sich im September 2018 der Calcio Avellino SSD an. Im August 2019 schloss er sich für einige Tage dem Drittligisten Cavese 1919 an und verließ den Verein nach einem Einsatz. Mitte September 2019 wechselte er zum Viertligisten SSD Palermo. Er absolvierte 14 Ligaspiele, in denen er 5 Tore erzielte. Die Saison wurde aufgrund der COVID-19-Pandemie abgebrochen, weshalb die SSD Palermo als erstplatzierter Verein in die Serie C aufstieg. Zur Saison 2020/21 nannte sich die SSD Palermo in FC Palermo um.